# 漢彌爾頓 (喬治亞州)
漢密爾頓（英語：Hamilton）是一個位於美國喬治亞州哈里斯縣的城市。根據2010年美國人口普查，該地人口為1016人，而該地的面積約為8.56平方千米。同時該地也是哈里斯縣的縣治。

## 地理
漢密爾頓的座標為32°45′53″N 84°52′23″W / 32.76472°N 84.87306°W，而該地的平均海拔高度為235米（即771英尺）。